# Ernesto Gietz
Ernesto Gustavo Gietz (Buenos Aires 19 de febrero de 1899 - 30 de abril de 1981) fue un bibliotecario y docente argentino. 

## Biografía
Estudió ingeniería industrial en la Facultad de Ciencias Exactas, Físicas y Naturales de la Universidad de Buenos Aires (UBA) y realizó estudios bibliotecológicos desde 1923. Gracias a su dedicación, obtuvo la beca de la Dotación Carnegie para la Paz Internacional con el fin de realizar estudios bibliotecológicos en Estados Unidos, a solicitud de la American Library Association.
Se desempeñó como bibliotecario en la biblioteca de la Facultad de Ciencias Exactas, Físicas y Naturales de la UBA (1922-1952), de Ingeniería (1952-1972) y del Colegio Nacional (1930-1943). Fue organizador y director del Instituto Bibliotecológico de la Universidad de Buenos Aires (el cual fue creado por ordenanza el 29 de diciembre de 1941 por gestión suya) entre los años 1943 y 1959. 
A su vez, Gietz alternó las tareas de bibliotecario en la Facultad y en el Instituto con la docencia, ya que dictó numerosos cursos de capacitación profesional, además de la cátedra de bibliografía en las escuelas de la Biblioteca Nacional y del Museo Social Argentino.
Ocupó distintos cargos en asociaciones profesionales, tales como: director técnico del Comité Argentino de Bibliotecarios de Instituciones Científicas y Técnicas (1941-1948); miembro correspondiente del Comité de Cooperación con América Latina de la American Library Association (1941-1948); presidente de la Sociedad Argentina de Bibliotecarios de Instituciones Sociales, Científicas, Artísticas y Técnicas (1948-1961); vicepresidente del Grupo de Trabajo de Bibliotecas de la Comisión Argentina para la UNESCO (1961-1962), y miembro de la Comisión de Documentación del Instituto Argentino de Racionalización de Materiales (1961-1962).
Le corresponde la iniciativa original de haber acuñado por primera vez el vocablo bibliotecología, cuyo uso pronto se generalizó en los países de lengua española, al punto que la misma Academia madrileña del idioma terminó por oficializarlo y lo incorporó al Diccionario en 1972.
Como responsable del Comité Argentino de Bibliotecarios de Instituciones Científicas y Técnicas, bajo su dirección técnica se editó en 1942 el primer “Catálogo de Publicaciones Periódicas Científicas y Técnicas”, que compiló 7387 títulos de publicaciones periódicas pertenecientes a 64 bibliotecas argentinas. Fue una obra pionera en América Latina. Este trabajo cooperativo tuvo una reedición en 1962.
Entre sus obras escritas se destacan: Bibliotecas y elementos bibliográficos (1939), Las bibliotecas y la profesión de bibliotecario en los Estados Unidos (1941), Catálogos centralizados (1944) y Bibliotecas universitarias (1945).